# 組織暴力
『組織暴力』（そしきぼうりょく、Organized Violence）は、1967年の日本映画。主演：丹波哲郎・千葉真一、監督：佐藤純彌、製作：東映。90分。フォーマットはカラー、シネマスコープ。『組織暴力シリーズ』の第1作。

## 概要
縄張りを死守する抗争に命を賭す暴力団、武器を密売する死の商人、これら非合法な組織を警察は摘発しようとするが、その利益を上納させる右翼や武器を密輸する外交官などが暗躍する物語。仁義と侠気を矜持するヤクザ（千葉真一）が、自分以外のヤクザは義理人情でなく利害得失によってのみ動く者たちばかりで失望することや、取り締まる側の警察（丹波哲郎ら）が右翼と外交特権に阻まれる様を、佐藤純彌が二つの視点から描いたドキュメンタリータッチの映画である。日本公開時には、折しも第一次頂上作戦で騒然としていた世相を反映する作品となった。

## あらすじ
高杉晋次は新宿を地盤とする矢東組組員で、子分のチョロ吉・助盆ら5,6人を引き連れ、シマを荒す赤松組組員と抗争をする日々が続いている。関西を拠点とする新生会は、5年前まで愚連隊でしかなかった赤松組を橋頭保にし、東京を手中に収めようと企んでいた。晋次の兄で矢東組若頭・高杉哲夫は武器が足りないと危惧し、横田米軍基地界隈に住む幼馴染で銃ブローカー・河北と会う。手元に捌ける拳銃がない河北は、山手 (横浜市) のCLUB BACCHUS支配人・今西が、闇商売として扱っていることを教えた。哲夫は背に腹は代えられないと行く決心をするが、河北は今西がハリソン商会から密輸していると踏んでおり、そこを突けば手に入るかもしれないが、芳しくない噂も耳にしていることから、気をつけるよう哲夫に念押しする。
同時刻、矢東組は旅館「わかくさ」で賭場を開き、収益確保に走っていた。高杉哲夫は今西に会うと、ハリソン協会との関係を匂わしながら、とぼける今西と交渉を進める。この時、わかくさでは赤松組が組員4人で襲撃し。入り口を守っていた高杉晋次の子分が銃撃で負傷した。この事件で警察が来ることが想定した代貸・竜村は客を急ぎ帰し、賭場を止む無く閉める。警視庁捜査四課の浦上警部は矢東組の報復を抑えるため、組員たちを賭博容疑で新宿署に留置した。その翌朝、多摩川沿いで高杉哲夫が死体で発見された。浦上は敵対する赤松組の犯行と睨み、部下の芦田・堀池両刑事や新宿署員と共に、赤松組のガサ入れを行うが、拳銃を発見できなかった。
浦上たちは高杉晋次を参考人として呼び出し、兄・哲夫が河北と会っていた裏付けを取ると、危険な動きをする可能性が高い晋次を留置。赤松組はわかくさの襲撃を認め、主犯が出頭し、自首する。一方、矢東組若頭が殺されたことに驚愕し、「敵対する組若頭の魂（）を獲ることは、ヤクザ社会の勲章だから、むしろ進んで自首をする。今回は全く知らないし、関わりはない」と頑強に否定する。拳銃捜査班は浦上たちに、わかくさで使用された弾丸と哲夫の遺体に残っていた弾丸が一致しないこと、わかくさの弾丸はライフリングがなく、去年の夏から暴力事件で出回っているフィリピン製のCRS密造拳銃から発射されたものと報告した。その頃、CLUB BACCHUS支配人・今西は暴力団同士の抗争が激しくなっているので、ハリソン商会に拳銃50丁を注文していた。
釈放された高杉晋次は、代貸・竜村から「赤松組は50丁、うちは20丁しかないから、拳銃はもっと入手しよう」と聞かされ、河北のところへ向かう。ところが河北は参考人として警察へ留置されていた。晋次らは河北の情婦から哲夫の足取りを教えてもらい、CLUB BACCHUSへ向かう。捜査四課では施条痕が一致しないので赤松組ではなく、晋次の証言を根拠に、課長・浦上警部・芦田・堀池両刑事で河北を取り調べるが、何もしゃべらない。晋次たちはCLUB BACCHUSのショータイム中に支配人・今西を客席へ呼び出し、哲夫の消息と拳銃を売ってほしいと頼むが、今西はそのような物騒なものは取り扱っていないと断った。竜村はなぜ自分たちには売らないのか怪訝に思う。そのあと、新生会幹部・寺町がボディーガードと共にCLUB BACCHUSへ来店したのを見て、今西と新生会の繋がりや哲夫は新生会に殺されたとみなした。晋次は仇を討とうとするが、竜村は寺町が連れている直参が多いので「今は返り討ちに遭うから止めろ。おまえが無駄死にすることを兄が望んでいると思っているのか？辛抱しろ」ときつく諭す。晋次はこの場での襲撃を諦め、竜村と共にCLUB BACCHUSを離れた。
赤松組は新生会関東支部として、お披露目をするという書状をあちこちに回していた。捜査四課の浦上警部は前々から続く矢東組と赤松組の抗争が更に激しくなることを懸念し、取り締まりを強化すると芦田・堀池両刑事に厳命。矢東組は堅気の人たちが赤松組に流れていることを危惧し、新生会関東支部発会式を襲撃する決意をする。代貸・竜村はヒットマンを選ぶが、高杉晋次は面が割れているという理由で外され、組員の大塚・浅田・荒井・早川・佐々木の5名でチームを組んだ。当日の発会式には捜査四課が会場周辺を警戒し、新生会関係者だけでなく、CLUB BACCHUS支配人・今西や右翼の大物・大田黒正堂が来賓として招かれていた。ヒットチームは拳銃を褌の中へ隠し、捜査四課のボディチェックもクリアし、招待状を持ち、会場へ潜入。赤松の命を狙うが、新生会・寺町はすぐ気づき、赤松を庇う。5人に乱射されたが、赤松は足を撃たれたのみで未遂に終わる。浦上たちもすぐに突入し、5人を逮捕。死人は出ずに済んだ。
矢東組は山藤組・栗林組・中里組ら東京のヤクザと共に、赤松組とそれを支援する新生会と戦うことを決意し、抗争は更に激しくなる一方、パチンコ屋に勤務する娘が組員のケンカに巻き込まれ、両目を失明する事件が勃発。新宿だけでなく池袋にも抗争が拡がった。CLUB BACCHUS支配人・今西とハリソン商会がこの機に乗じて儲けようと死の商人として暗躍する。一般人に被害が及んだことで、警察は反社会的勢力を取り締まり、捜査四課は全てを解散させようと頂上作戦へ動き出す。しかし暴力団や密輸組織の背後にいる黒幕は、警察の捜査を嘲笑うかのような手法で、抗争と世論の抑えに動き出した。それは高杉晋次と仲間たちに影響を及ぼし、彼らの関係は変化することとなる。果たして兄・哲夫の仇を討てるのか？

## キャスト

### 出演者
※クレジット順
- 丹波哲郎 - 浦上警部（警視庁捜査四課）
- 千葉真一 - 高杉晋次（矢東組組員）

- 城野ゆき - 河北玲子（河北の妹で両目を失明している）
- 宮園純子 - 河北の情婦
- 渡辺文雄 - 今西（CLUB BACCHUSの支配人）
- 松村達雄 - 栗林組組長（矢東組組長と兄弟分で池袋を地盤）
- 小松方正 - 赤松組組長
- 近藤宏 - 竜村（矢東組代貸）
- 井川比佐志 - 芦田刑事（警視庁捜査四課）
- 見明凡太朗 - 矢東組組長
- 高宮敬二 - 高杉哲夫（晋次の兄で矢東組若頭）
- 室田日出男 - 堀池刑事（捜査四課）
- 河合絃司 - 捜査四課課長
- 八名信夫 - 赤松組幹部
- 関山耕司 - 中里組組長（東京のヤクザ）
- 沢彰謙 - 山藤組組長（東京のヤクザ）
- 安城由貴子 - 赤松の情婦
- 村山仁 - 鑑識官
- 植田灯孝 - 赤松組幹部
- 相馬剛三 - 拳銃捜査班刑事A（警視庁）
- 滝島孝二 - 養鶏場の主人
- 日尾孝司 - 新生会組員（寺町のボディーガード）
- 小林稔侍 - チョロ吉（晋次の子分）
- 佐藤晟也 - 新生会の用心棒
- 久保一 - 旅館わかくさの主人
- 岡部正純 - 中盆（矢東組組員）
- 菅沼正 - 新宿署署長
- 久地明 - 佐々木（矢東組組員）
- 岡野耕作 - 税関吏
- 木川哲也 - 矢東組組員で晋次の兄貴分
- 須賀良 - 赤松組組員
- 土山登志幸 - 野村（矢東組組員）
- 打越正八 - 新宿署刑事B
- 山之内修 - 新聞記者A
- 三重街恒二 - 大塚（矢東組組員）
- 秋山敏 - 今西の部下
- 田川恒夫 - 出入国管理官
- 北峰有次 - 拳銃捜査班刑事B（警視庁）
- 菅原壮男 - 今西のボディーガード
- 山田甲一 - 矢東組組員
- 水原仗二 - 赤松組組員
- 水城一狼 - 助盆（晋次の子分）
- 福良早代 - バーの女
- 鈴木義征 - 新聞記者B
- 沢田浩二 - 矢東組組員（晋次の子分で赤松組の襲撃で負傷）
- 亀山達也 - 矢東組組員で晋次の子分
- 比良元高 - 新生会組員（寺町のボディガード）
- 久保比左志 - 新宿署巡査
- 清見晃一 - 矢藤組賭場の客
- 内田良平 - 寺町（新生会）
- 月形龍之介 - 大田黒正堂（右翼の大物）
- 鶴田浩二 - 河北（拳銃ブローカー）

### ノンクレジット
- A・アパナイ - ハリソン商会横浜支店長
- ハンス・ホルネフ - ゴードン
- アドテンパイ - ロゴス

## スタッフ
- 監督 - 佐藤純彌

- 企画 - 俊藤浩滋・栗山富郎・矢部恒
- 脚本 - 佐治乾・鈴樹三千夫
- 撮影 - 仲沢半次郎
- 録音 - 大谷政信
- 照明 - 元持秀雄
- 美術 - 北川弘
- 音楽 - 佐藤勝
- 編集 - 田中修
- 助監督 - 寺西国光
- 進行主任 - 伊藤源郎
- 現像 - 東映化学工業株式会社
- 製作 - 東映

## 製作
ロケーション撮影は、オープニングと中盤の矢東組と赤松組の抗争は新宿駅周辺と歌舞伎町、序盤の高杉哲夫が河北を訪ねるスナックは横田飛行場界隈、今西が経営するCLUB BACCHUSはクリフサイド、ハリソン商会が密輸した拳銃を高杉晋次がスーツケースごと奪う山場は大さん橋と、首都圏で行われた。

## 興行
日本では1967年2月24日に封切り公開され、併映作は『懲役十八年』。